# قشلاق قرة درة اسمخان حاجي صدالله (مقاطعة بيله سوار)
قشلاق قرة درة اسمخان حاجي صدالله (بالفارسية: قشلاق قره دره اسم خان حاج سعداله) هي منطقة سكنية تقع في إيران في أردبيل. يقدر عدد سكانها بـ 42 نسمة .